# U-21-Fußball-Europameisterschaft 2023/Finalrunde
Finalrunde der U-21-Fußball-Europameisterschaft 2023:

## Viertelfinale

### Georgien – Israel 0:0 n. V., 3:4 i. E.
| Georgien                                                                         | Georgien | Israel | Israel |
| -------------------------------------------------------------------------------- | --- | --- | ------ |
| Georgien                                                                         | \| 1. Viertelfinale \| \| 1. Juli um 20:00 Uhr (18:00 Uhr MESZ) in Tiflis (Boris-Paitschadse-Dinamo-Arena) \| \| Ergebnis: 0:0 n. V., 3:4 i. E. \| \| Zuschauer: 44.338 \| \| Schiedsrichter: Espen Eskås ( Norwegen) \| \| Spielbericht \|                                                                                        | \| 1. Viertelfinale \| \| 1. Juli um 20:00 Uhr (18:00 Uhr MESZ) in Tiflis (Boris-Paitschadse-Dinamo-Arena) \| \| Ergebnis: 0:0 n. V., 3:4 i. E. \| \| Zuschauer: 44.338 \| \| Schiedsrichter: Espen Eskås ( Norwegen) \| \| Spielbericht \|                                                         | Israel |
| Georgien                                                                         | Giorgi Mamardaschwili – Irakli Asarowi, Saba Sasonow, Aleksandre Kalandadse, Iwa Gelaschwili (46. Saba Chwadagiani) – Giorgi Zitaischwili (70. Giorgi Moiszrapischwili), Ansor Mekwabischwili , Luka Gagnidse (97. Giorgi Guliaschwili), Giorgi Gotscholeischwili – Suriko Dawitaschwili, Giorgi Gagua Cheftrainer: Ramas Swanadse | Daniel Peretz – Stav Lemkin, Omri Gandelman, Gil Cohen – Karem Jaber (106. Anan Khalaili), Ethane Azoulay (80. Oz Bilu), Eden Karzev (51. Yoav Hofmayster), Oscar Gloukh, Ilay Hajaj (91. Ziv Morgan) – Dor Turgeman (112. Mohamad Abu Rumi), Idan Gorno (63. Hisham Layous) Cheftrainer: Guy Luzon | Israel |
| Georgien                                                                         | Elfmeterschießen | | Israel |
| Georgien                                                                         | 1:0 Asarowi 2:1 Dawitaschwili Peretz hält gegen Gagua 3:3 Moiszrapischwili Chwadagiani trifft den Pfosten | 1:1 Cohen 2:2 Gandelman 2:3 Khalaili 3:4 Gloukh | Israel |
| Georgien                                                                         | Zitaischwili (66.) | Karzev (49.), Peretz (86.), Turgeman (104.), Hofmayster (105.), Abu Rumi (116.) | Israel |
| 1. Viertelfinale                                                                 | | |        |
| 1. Juli um 20:00 Uhr (18:00 Uhr MESZ) in Tiflis (Boris-Paitschadse-Dinamo-Arena) | | |        |
| Ergebnis: 0:0 n. V., 3:4 i. E.                                                   | | |        |
| Zuschauer: 44.338                                                                | | |        |
| Schiedsrichter: Espen Eskås ( Norwegen)                                          | | |        |
| Spielbericht                                                                     | | |        |

### Spanien – Schweiz 2:1 n. V. (1:1, 0:0)
| Spanien                                                                        | Spanien | Schweiz | Schweiz |
| ------------------------------------------------------------------------------ | --- | --- | ------- |
| Spanien                                                                        | \| 2. Viertelfinale \| \| 1. Juli um 22:00 Uhr (21:00 Uhr MESZ) in Bukarest (Stadionul Rapid – Giulești) \| \| Ergebnis: 2:1 n. V. (1:1, 0:0) \| \| Zuschauer: 3.861 \| \| Schiedsrichter: Erik Lambrechts ( Belgien) \| \| Spielbericht \|                                                          | \| 2. Viertelfinale \| \| 1. Juli um 22:00 Uhr (21:00 Uhr MESZ) in Bukarest (Stadionul Rapid – Giulești) \| \| Ergebnis: 2:1 n. V. (1:1, 0:0) \| \| Zuschauer: 3.861 \| \| Schiedsrichter: Erik Lambrechts ( Belgien) \| \| Spielbericht \|                                                                                      | Schweiz |
| Spanien                                                                        | Arnau Tenas – Víctor Gómez (100. Gabri Veiga), Aitor Paredes, Jon Pacheco, Juan Miranda – Antonio Blanco (100. Arnau Martínez), Álex Baena (78. Adrián Bernabé) – Oihan Sancet (78. Aimar Oroz) – Rodri (87. Ander Barrenetxea), Abel Ruiz , Sergio Gómez (120. Mario Gila) Cheftrainer: Santi Denia | Amir Saipi – Lewin Blum (104. Bećir Omeragić), Leonidas Stergiou , Aurèle Amenda, Nicolas Vouilloz – Ardon Jashari (73. Gabriel Barès), Fabian Rieder (58. Simon Sohm) – Darian Males (73. Filip Stojilković), Kastriot Imeri (85. Matteo Di Giusto), Dan Ndoye (85. Julian von Moos) – Zeki Amdouni Cheftrainer: Patrick Rahmen | Schweiz |
| Spanien                                                                        | 1:0 S. Gómez (68.) 2:1 Miranda (103.) | 1:1 Amdouni (90.+1') | Schweiz |
| Spanien                                                                        | V. Gómez (34.), Martínez (114.), Bernabé (119.) | Imeri (27.), Barès (82.), Amenda (118.), Amdouni (119.) | Schweiz |
| 2. Viertelfinale                                                               | | |         |
| 1. Juli um 22:00 Uhr (21:00 Uhr MESZ) in Bukarest (Stadionul Rapid – Giulești) | | |         |
| Ergebnis: 2:1 n. V. (1:1, 0:0)                                                 | | |         |
| Zuschauer: 3.861                                                               | | |         |
| Schiedsrichter: Erik Lambrechts ( Belgien)                                     | | |         |
| Spielbericht                                                                   | | |         |

### England – Portugal 1:0 (1:0)
| England                                                                      | England | Portugal | Portugal |
| ---------------------------------------------------------------------------- | --- | --- | -------- |
| England                                                                      | \| 3. Viertelfinale \| \| 2. Juli um 20:00 Uhr (18:00 Uhr MESZ) in Kutaissi (Ramas-Schengelia-Stadion) \| \| Ergebnis: 1:0 (1:0) \| \| Zuschauer: 6.920 \| \| Schiedsrichter: Rade Obrenović ( Slowenien) \| \| Spielbericht \|                                                               | \| 3. Viertelfinale \| \| 2. Juli um 20:00 Uhr (18:00 Uhr MESZ) in Kutaissi (Ramas-Schengelia-Stadion) \| \| Ergebnis: 1:0 (1:0) \| \| Zuschauer: 6.920 \| \| Schiedsrichter: Rade Obrenović ( Slowenien) \| \| Spielbericht \|                       | Portugal |
| England                                                                      | James Trafford – Max Aarons (74. Ben Johnson), James Garner, Taylor Harwood-Bellis , Levi Colwill – Curtis Jones, Jacob Ramsey (67. Emile Smith Rowe), Angel Gomes (80. Oliver Skipp), Morgan Gibbs-White – Anthony Gordon, Noni Madueke (74. Cole Palmer) Cheftrainer: Lee Carsley ( Irland) | Celton Biai – Zé Carlos, Penetra, André Amaro, Nuno Tavares – João Neves, Tiago Dantas, Samú Costa (46. Paulo Bernardo) – Francisco Conceição (86. Diego Moreira), Fábio Silva (65. Henrique Araújo), Pedro Neto (90. Vitinha) Cheftrainer: Rui Jorge | Portugal |
| England                                                                      | 1:0 Gordon (34.) | | Portugal |
| England                                                                      | Aarons (51.), Johnson (79.), Trafford (85.) | Zé Carlos (83.) | Portugal |
| 3. Viertelfinale                                                             | | |          |
| 2. Juli um 20:00 Uhr (18:00 Uhr MESZ) in Kutaissi (Ramas-Schengelia-Stadion) | | |          |
| Ergebnis: 1:0 (1:0)                                                          | | |          |
| Zuschauer: 6.920                                                             | | |          |
| Schiedsrichter: Rade Obrenović ( Slowenien)                                  | | |          |
| Spielbericht                                                                 | | |          |

### Frankreich – Ukraine 1:3 (1:2)
| Frankreich                                                        | Frankreich | Ukraine | Ukraine |
| ----------------------------------------------------------------- | --- | --- | ------- |
| Frankreich                                                        | \| 4. Viertelfinale \| \| 2. Juli um 22:00 Uhr (21:00 Uhr MESZ) in Cluj-Napoca (Cluj Arena) \| \| Ergebnis: 1:3 (1:2) \| \| Zuschauer: 6.281 \| \| Schiedsrichter: João Pinheiro ( Portugal) \| \| Spielbericht \|                                                                            | \| 4. Viertelfinale \| \| 2. Juli um 22:00 Uhr (21:00 Uhr MESZ) in Cluj-Napoca (Cluj Arena) \| \| Ergebnis: 1:3 (1:2) \| \| Zuschauer: 6.281 \| \| Schiedsrichter: João Pinheiro ( Portugal) \| \| Spielbericht \| | Ukraine |
| Frankreich                                                        | Lucas Chevalier – Pierre Kalulu, Mohamed Simakan (72. Valentin Gendrey), Castello Lukeba, Niels Nkounkou – Enzo Le Fée, Maxence Caqueret , Khéphren Thuram (72. Amine Adli) – Bradley Barcola, Amine Gouiri (72. Elye Wahi), Rayan Cherki (80. Arnaud Kalimuendo) Cheftrainer: Sylvain Ripoll | Anatolij Trubin – Oleksij Sytsch, Arsenij Batahow, Maksym Talowjerow, Kostjantyn Wiwtscharenko – Wolodymyr Braschko, Artem Bondarenko (88. Iwan Schelisko) – Oleksij Kaschtschuk (59. Oleksandr Nasarenko), Heorhij Sudakow, Mychajlo Mudryk (78. Maksym Braharu) – Dmytro Kryskiw (59. Danylo Sikan) Cheftrainer: Ruslan Rotan | Ukraine |
| Frankreich                                                        | 1:0 Cherki (19.) | 1:1 Sudakow (32., Foulelfmeter) 1:2 Sudakow (44.) 1:3 Bondarenko (86.) | Ukraine |
| Frankreich                                                        | Thuram (58.), Nkounkou (67.) | Kryskiw (51.), Wiwtscharenko (56.), Sikan (62.) | Ukraine |
| 4. Viertelfinale                                                  | | |         |
| 2. Juli um 22:00 Uhr (21:00 Uhr MESZ) in Cluj-Napoca (Cluj Arena) | | |         |
| Ergebnis: 1:3 (1:2)                                               | | |         |
| Zuschauer: 6.281                                                  | | |         |
| Schiedsrichter: João Pinheiro ( Portugal)                         | | |         |
| Spielbericht                                                      | | |         |

## Halbfinale

### Israel – England 0:3 (0:1)
| Israel                                                           | Israel | England | England |
| ---------------------------------------------------------------- | --- | --- | ------- |
| Israel                                                           | \| 1. Halbfinale \| \| 5. Juli um 20:00 Uhr (18:00 Uhr MESZ) in Batumi (Batumi-Stadion) \| \| Zuschauer: 11.801 \| \| Schiedsrichter: Morten Krogh ( Dänemark) \| \| Spielbericht \|                                                                                          | \| 1. Halbfinale \| \| 5. Juli um 20:00 Uhr (18:00 Uhr MESZ) in Batumi (Batumi-Stadion) \| \| Zuschauer: 11.801 \| \| Schiedsrichter: Morten Krogh ( Dänemark) \| \| Spielbericht \| | England |
| Israel                                                           | Tomer Tzarfati – Stav Lemkin, Omri Gandelman (89. Ayano Farada), Gil Cohen – Karem Jaber, Ethane Azoulay (75. Oz Bilu), Oscar Gloukh, Ilay Hajaj (55. Anan Khalaili), Roy Revivo – Dor Turgeman (89. Mohamad Abu Rumi), Hisham Layous (55. Idan Gorno) Cheftrainer: Guy Luzon | James Trafford – Luke Thomas, James Garner, Taylor Harwood-Bellis , Levi Colwill – Curtis Jones (88. Tommy Doyle), Cole Palmer, Angel Gomes (78. Oliver Skipp), Morgan Gibbs-White (78. Noni Madueke) – Anthony Gordon (74. Cameron Archer), Emile Smith Rowe (74. Harvey Elliott) Cheftrainer: Lee Carsley ( Irland) | England |
| Israel                                                           | 0:1 Gibbs-White (42.) 0:2 Palmer (63.) 0:3 Archer (90.) | | England |
| Israel                                                           | Turgeman (20.), Lemkin (82.) | Colwill (81.) | England |
| Israel                                                           | Gibbs-White schießt Foulelfmeter links vom Tor vorbei (17.) | | England |
| 1. Halbfinale                                                    | | |         |
| 5. Juli um 20:00 Uhr (18:00 Uhr MESZ) in Batumi (Batumi-Stadion) | | |         |
| Zuschauer: 11.801                                                | | |         |
| Schiedsrichter: Morten Krogh ( Dänemark)                         | | |         |
| Spielbericht                                                     | | |         |

### Spanien – Ukraine 5:1 (2:1)
| Spanien                                                              | Spanien | Ukraine | Ukraine |
| -------------------------------------------------------------------- | --- | --- | ------- |
| Spanien                                                              | \| 2. Halbfinale \| \| 5. Juli um 22:00 Uhr (21:00 Uhr MESZ) in Bukarest (Stadionul Steaua) \| \| Ergebnis: 5:1 (2:1) \| \| Zuschauer: 9.230 \| \| Schiedsrichter: Erik Lambrechts ( Belgien) \| \| Spielbericht \|                                                                       | \| 2. Halbfinale \| \| 5. Juli um 22:00 Uhr (21:00 Uhr MESZ) in Bukarest (Stadionul Steaua) \| \| Ergebnis: 5:1 (2:1) \| \| Zuschauer: 9.230 \| \| Schiedsrichter: Erik Lambrechts ( Belgien) \| \| Spielbericht \| | Ukraine |
| Spanien                                                              | Arnau Tenas – Víctor Gómez, Aitor Paredes, Jon Pacheco, Juan Miranda – Antonio Blanco (75. Adrián Bernabé), Álex Baena (75. Gabri Veiga) – Oihan Sancet (59. Aimar Oroz) – Rodri Sánchez (59. Ander Barrenetxea), Abel Ruiz, Sergio Gómez (79. Rodrigo Riquelme) Cheftrainer: Santi Denia | Anatolij Trubin – Oleksij Sytsch, Arsenij Batahow, Maksym Talowjerow, Kostjantyn Wiwtscharenko (61. Maksym Braharu) – Wolodymyr Braschko (61. Iwan Schelisko), Artem Bondarenko (76. Oleh Otscheretko) – Oleksandr Nasarenko (46. Oleksij Kaschtschuk), Heorhij Sudakow, Mychajlo Mudryk – Danylo Sikan (61. Wladyslaw Wanat) Cheftrainer: Ruslan Rotan | Ukraine |
| Spanien                                                              | 1:1 Ruiz (17.) 2:1 Sancet (24.) 3:1 Blanco (54.) 4:1 Oroz (68.) 5:1 S. Gómez (78.) | 0:1 Bondarenko (13.) | Ukraine |
| Spanien                                                              | Blanco (37.) | Sytsch (44.) | Ukraine |
| 2. Halbfinale                                                        | | |         |
| 5. Juli um 22:00 Uhr (21:00 Uhr MESZ) in Bukarest (Stadionul Steaua) | | |         |
| Ergebnis: 5:1 (2:1)                                                  | | |         |
| Zuschauer: 9.230                                                     | | |         |
| Schiedsrichter: Erik Lambrechts ( Belgien)                           | | |         |
| Spielbericht                                                         | | |         |

## Finale

### England – Spanien 1:0 (1:0)
| England                                                               | England | Spanien | Spanien |
| --------------------------------------------------------------------- | --- | --- | ------- |
| England                                                               | \| Finale \| \| 8. Juli 2023 um 20:00 Uhr (18:00 Uhr MESZ) in Batumi (Batumi-Stadion) \| \| Ergebnis: 1:0 (1:0) \| \| Zuschauer: 18.498 \| \| Schiedsrichter: Espen Eskås ( Norwegen) \| \| Spielbericht \| | \| Finale \| \| 8. Juli 2023 um 20:00 Uhr (18:00 Uhr MESZ) in Batumi (Batumi-Stadion) \| \| Ergebnis: 1:0 (1:0) \| \| Zuschauer: 18.498 \| \| Schiedsrichter: Espen Eskås ( Norwegen) \| \| Spielbericht \|                                                                        | Spanien |
| England                                                               | James Trafford – James Garner, Levi Colwill, Taylor Harwood-Bellis , Max Aarons – Emile Smith Rowe (66. Noni Madueke), Curtis Jones, Morgan Gibbs-White (73. Cameron Archer), Angel Gomes (73. Oliver Skipp) – Cole Palmer (82. Harvey Elliott), Anthony Gordon (82. Tommy Doyle) Cheftrainer: Lee Carsley ( Irland) | Arnau Tenas – Víctor Gómez (73. Ander Barrenetxea), Aitor Paredes, Jon Pacheco, Juan Miranda – Antonio Blanco (83. Sergio Camello), Álex Baena (59. Aimar Oroz) – Oihan Sancet (59. Gabri Veiga) – Rodri (59. Rodrigo Riquelme), Abel Ruiz , Sergio Gómez Cheftrainer: Santi Denia | Spanien |
| England                                                               | 1:0 Jones (45.+4') | | Spanien |
| England                                                               | Gomes (24.), Colwill (45.+6'), Gibbs-White (69.), Trafford (74.) | Baena (34.), Blanco (37.), Sancet (45.+6'), Oroz (62.), Riquelme (86.) | Spanien |
| England                                                               | Gibbs-White (90.+11') | Blanco (90.+10') | Spanien |
| England                                                               | Gelbe Karte für den Trainer Denia (77.) Trafford hält Foulelfmeter von Ruiz (90.+9') | | Spanien |
| Finale                                                                | | |         |
| 8. Juli 2023 um 20:00 Uhr (18:00 Uhr MESZ) in Batumi (Batumi-Stadion) | | |         |
| Ergebnis: 1:0 (1:0)                                                   | | |         |
| Zuschauer: 18.498                                                     | | |         |
| Schiedsrichter: Espen Eskås ( Norwegen)                               | | |         |
| Spielbericht                                                          | | |         |